# Cedrelinga cateniformis
Cedrelinga catenaeformis es una especie  arbórea perteneciente a la familia de las leguminosas (Fabaceae). Se distribuye por los trópicos de Sudamérica, entre 0 y 750 m s. n. m.

## Descripción
Es de crecimiento lento, tolera muy bien las sequías. Alcanza de 30 a 50 m de altura, con un fuste útil de 20 a 40 m; con 6 a 14 dm de diámetro a 1,8 m de altura; corteza pardo oscuro,  rugosa, ritidoma coriáceo; se desprende en placas rectangulares, por encima de los aletones, corchosa, de 1 cm de espesor. La corteza viva de 5 mm de espesor, rosada, textura arenosa.

## Taxonomía
Cedrelinga cateniformis fue descrito por (Ducke) Ducke y publicado en Archivos do Jardim Botânico do Rio de Janeiro 3: 70. 1922.

## Importancia económica y cultural
La corteza se usa para extraer alcanfor y macerada le sirve a los indígenas para extraer una espuma que utilizan como jabón, para usar cuando están muy sucios o para lavar el cabello contra la caspa y como medicina cuando están enfermos.

## Nombres comunes
Tornillo (Perú), mara macho (Bolivia), tornillo rosado, achapo, iacaica, paric, yacayac (Brasil), seique (Ecuador),  mara macho, cedro rana, chuncho, don cedar, guaura, huayra caspi, mure, cachicana (Venezuela).